# Oswaldo Calero
Oswaldo Calero (24 aprile 1945 – 23 maggio 1997) è stato un calciatore colombiano, di ruolo centrocampista.

## Carriera

### Club
Ha sempre giocato nella massima serie colombiana vestendo per tutta la carriera la maglia del Deportivo Cali.

### Nazionale
Con la Nazionale colombiana ha preso parte alla Copa América 1975.